# Tình yêu bong bóng nước
Tình yêu bong bóng nước (tiếng Hàn:퐁당퐁당 LOVE/Pongdang Pongdang LOVE; tiếng Anh: Splash Splash Love) là một bộ phim truyền hình Hàn Quốc với sự tham gia diễn xuất của Kim Seul-gi và Yoon Doo-joon . Ban đầu phim được phát sóng trên nền tảng web Naver TV Cast ở định dạng 10 tập. Sau đó nó được MBC phát sóng vào ngày 13 và 20 tháng 12 năm 2015 thành hai tập dài 60 phút.
Bộ truyện được phát sóng hai năm sau khi cuốn tiểu thuyết nổi tiếng Moonlight Drawn by Clouds được đăng nhiều kỳ trên Naver vào năm 2013. Giống như Splash, Moonlight kể về câu chuyện tình yêu giữa một thái giám cải trang và một vị quân vương. Cuốn tiểu thuyết là nguyên tác được chuyển thể từ bộ phim truyền hình Mây họa ánh trăng (2016).

## Nội dung
Danbi là một học sinh trung học cuối cấp đang tham gia Kỳ thi Năng lực vào Đại học (CSAT). Tuy nhiên, cô ấy không giỏi toán và không muốn tham gia kỳ thi. Vào ngày thi, cô quyết định bỏ chạy và dừng lại ở một sân chơi, ước mình sẽ biến mất khi nghe thấy tiếng trống ở vũng nước gần đó. Vì có khả năng du hành xuyên không thời gian, cô đã có niềm tin lớn lao và nhảy xuống vũng nước và tiến vào thời đại Joseon.
Ở Joseon, cô bị nhầm là thái giám và phục vụ trong cung điện nên cô trở thành thân tín của vua Lee Do (Triều Tiên Thế Tông). Danbi nhận thấy rằng ở triều đại Joseon, trình độ toán và khoa học ở trường trung học đã khiến cô trở thành nhà khoa học vĩ đại nhất của toàn Vương quốc. Cô yêu nhà vua và truyền cảm hứng cho ông trong việc cải cách đất nước.
Tuy nhiên, vì lo sợ cho đặc quyền của mình, Danbi trở thành mục tiêu của các cận thần theo chủ nghĩa truyền thống đang tìm cách giết cô. Chung tay cứu cả Vua và Hoàng hậu, Danbi trở thành bạn của Hoàng hậu, người để cho phép Nhà vua và Danbi ở bên nhau, đã tán thành Danbi trở thành phối ngẫu của hoàng gia. Được giới thiệu với Thái hậu, người là "doppelganger" (song trùng) của chính mẹ cô, Danbi bị bệnh nặng ở nhà và do đó quyết định quay trở lại thời đại của mình. Lee chấp nhận quyết định của cô ấy, và họ rời đi, hướng đến bãi biển, nơi họ chia tay nhau say đắm trước khi Danbi biến mất vào cánh cổng dưới nước. Khi cô biến mất, Lee thề rằng anh sẽ tìm lại cô, bất kể phải mất bao lâu.
Trở lại thời gian của chính mình, một ngày nọ, Danbi quan sát một ca sĩ trên màn hình đang làm việc và choáng váng khi biết rằng nghệ sĩ này là một bản sao sống của vệ sĩ của Nhà vua. Nữ ca sĩ thể hiện bản tình ca và hát về một "mắt chớp tình yêu" thì bên ngoài trời bất chợt đổ mưa.
Bên ngoài đường, Danbi nhận thấy một hồ nước và nghiêm túc cân nhắc việc bước vào đó, quay trở lại với Lee thì bất ngờ bị một người đàn ông lặng lẽ giơ ô che trên đầu cô tiến lại gần. Cô ngước lên và nhận ra anh là vua, bản sao sống của Lee, và họ đứng im lặng nhìn vào mắt nhau một lúc lâu trước khi anh phá vỡ sự im lặng bằng cách nói với cô rằng họ đã gặp nhau trước đây - "cách đây rất lâu", anh ấy nói thêm, và người xem được xem hồi tưởng về một lần trước đó trên một chiếc xe buýt, nơi Danbi đánh rơi đồ của cô ấy xuống sàn và anh ấy đã giúp cô ấy nhặt chúng. Người ta ngụ ý rằng anh ấy là tái sinh của Lee, người cuối cùng đã tìm lại được tình yêu của mình giống như anh ấy đã thề suốt nhiều năm trước.

## Diễn viên

### Chính
- Kim Seul-gi vai Jang Dan-bi / Jang Yeong-sil
- Yoon Doo-joon vai Triều Tiên Thế Tông Lee Do[8]

### Phụ
- Jin Ki-joo vai So-heon (bạn của Dan-bi) / Chiêu Hiến vương hậu
- Ahn Hyo-seop vai Park Yeon / Che Ah-jin
- Ko Kyu-pil vai giáo viên dạy toán của Dan-bi / Hoạn quan đứng đầu
- Lee Kwang-se
- Kim Soo-hyun
- Uhm Hye-jung
- Lee Jae-joon
- Kang Hyun
- Yoon Seok-ho vai Seok (em trai của Park Yeon)

### Khách mời
- Kim Kap-soo vai Lãnh tướng Hoàng Hỉ
- Jung Kyu-soo as Shim On
- Im Ye-jin vai mẹ của Dan-bi / Nguyên Kính Vương hậu
- Lee Dae-yeon as Choe Man-ri

## Nhạc phim
| STT | Nhan đề                              | Nghệ sĩ                        | Thời lượng |
| --- | ------------------------------------ | ------------------------------ | ---------- |
| 1.  | "Fondant to You"                     | Kim Hyung Joong                | 3:15       |
| 2.  | "Don't Go"                           | Jung Ji-chan (One More Chance) | 3:45       |
| 3.  | "Fondant to You" (Violin Intro Ver.) | Remi                           | 3:29       |
| 4.  | "Fondant to You" (Violin Intro Ver.) | Kim Hyung-joong                | 3:31       |

## Lượt xem
| Tập | Ngày phát sóng    | TNmS (%)  | AGB Nielsen (%) |
| Tập | Ngày phát sóng    | Toàn quốc | Toàn quốc       |
| --- | ----------------- | --------- | --------------- |
| 1   | 13 tháng 12, 2015 | 3.5       | 3.3             |
| 2   | 20 tháng 12, 2015 | 3.0       | 2.5             |

## Giải thưởng và đề cử
| Năm  | Giải thưởng                                      | Hạng mục                       | Người nhận              | Kết quả |
| ---- | ------------------------------------------------ | ------------------------------ | ----------------------- | ------- |
| 2016 | Giải thưởng Truyền hình Quốc tế Seoul lần thứ 11 | Nữ diễn viên xuất sắc nhất     | Kim Seul-gi             | Đề cử   |
| 2016 | Giải thưởng Truyền hình Quốc tế Seoul lần thứ 11 | Biên kịch xuất sắc nhất        | Kim Ji-hyun             | Đề cử   |
| 2016 | Giải thưởng Truyền hình Quốc tế Seoul lần thứ 11 | Phim truyền hình xuất sắc nhất | Tình yêu bong bóng nước | Đề cử   |
| 2016 | Giải Emmy Quốc tế lần thứ 44                     | Phim truyền hình xuất sắc nhất | Tình yêu bong bóng nước | Đề cử   |